# Валд (Хоенцолерн)
Валд (њем. Wald) општина је у њемачкој савезној држави Баден-Виртемберг. Једно је од 25 општинских средишта округа Зигмаринген. Према процјени из 2010. у општини је живјело 2.719 становника. Посједује регионалну шифру (AGS) 8437118, NUTS и LOCODE код.

## Географски и демографски подаци
Валд се налази у савезној држави Баден-Виртемберг у округу Зигмаринген. Општина се налази на надморској висини од 657 метара. Површина општине износи 43,9 km². У самом мјесту је, према процјени из 2010. године, живјело 2.719 становника. Просјечна густина становништва износи 62 становника/km².